# MGM-29 Sergeant
MGM-29 Sergeant bio je američki projektil zemlja-zemlja kratkog dometa na kruto gorivo koji je razvio Jet Propulsion Laboratory. Projektile je izradila tvrtka Sperry Utah. MGM-29 je bio treći i posljednji u seriji JPL raketa za američku vojsku čija imena odgovaraju napredovanju u vojnim činovima, počevši od redova i kaplara.

## Razvoj
MGM-29 Sergeant je nastao tijekom 1948. u JPL-u. Zbog velikog opterećenja programa Corporal, razvoj raketnog motora za Sergeant prebačen je u Redstone Division Thiokol Corporation. Zbog neuspjeha brzog razvoja programa Sergeant, rani Sergeant je prekinut u travnju 1951. Još jedan raketni program vojske, program Hermes je razvio Hermes A2 koji je još jedan projektil na čvrsto gorivo. Hermes RV-A-10 (A2) bio je uspješan, ali nije upotrebljen s motorom koji je poslužio kao inspiracija za buduće raketne motore na čvrsto gorivo.
Razvoj projektila Sergeant započeo je u siječnju 1955. Bila su planirana tri osnovna koraka: demonstracija izvedivosti 1955.-1957., eksperimentalni razvoj 1958. i 1959., nakon čega je uslijedio završni inženjering 1960. i 1961. Raketni motor dizajnirao je JPL, a izradio Thiokol. Picatinny Arsenal trebao je isporučiti bojevu glavu i adapter. Oprema i vozila zemaljske podrške trebali su biti odgovornost JPL-a. Do jeseni 1956. odlučeno je odgoditi nabavu Corporala III za razvoj mnogo praktičnijeg NSergeanta. Testovi u letu su započeli početkom 1956. što je rezultiralo značajnim promjenama dizajna. Do srpnja 1961. oružani sustav Sergeant imao je brojne nedostatke uključujući provjeru, lakoću popravka, rad u stanju pripravnosti, pouzdanost i ograničenja skladištenja na niskim temperaturama. Projektil je trebao biti spreman na vrijeme, ali nije uspio ispuniti cilj da bude oružje kakvo je izvorno zamišljeno. U usporedbi s prethodnikom, Sergeantu je bilo potrebno manje od 33% zemaljske opreme za potporu, i moglo se ispaliti unutar nekoliko minuta, a ne satima nakon dolaska na mjesto gađanja. Sergeant je bio relativno jednostavan za rukovanje i održavanje. Projektil je trebao nositi nuklearnu bojevu glavu W52 (M65) te je razmatran za raspoređivanje s visokoeksplozivnim, fragmentacijskim, biološkim i kemijskim bojevim glavama. Biološka bojeva glava M210 i kemijska bojeva glava M212 bile su odobrene, ali nikada nisu nabavljene.

## Uporaba
Aktivirala ga je američka vojska 1962. kako bi zamijenio MGM-5 Corporal, a raspoređen je u Europi i Južnoj Koreji do 1963., a u njemačkim jedinicama do 1964.
Oružani sustav Sergeant trebao je biti zamijenjen MGM-52 Lance početkom 1970-ih, ali kašnjenja u Lanceu uzrokovala su da ostane u službi. Posljednji bataljun američke vojske deaktiviran je 1977. Raketni sustavi obično su se dodjeljivali terenskoj vojsci sa zadaćom "opće podrške korpusu"
Operacija Sergeant prepoznata je kao privremena faza u razvoju bojnih projektila. Izbjegao je nedostatke prethodnika u rukovanju tekućim gorivom, ali još uvijek je zahtijevao opsežno podešavanje i provjeru prije lansiranja, zajedno s nizom pomoćnih vozila s poluprikolicama. Naprednije rakete, poput suvremene Blue Water i kasnije Lance, smanjile bi vrijeme postavljanja.
Projektil je imao potisak pri polijetanju od 200 kilonewtona (45.000 lbf), težinu pri polijetanju od 4.530 kilograma (9.990 lb), promjer od 790 milimetara (31 in), duljinu od 10,52 metra (34,5 ft) i raspon krila od 1,80 metara (5 ft 11 in). Projektil Sergeant imao je minimalni domet od 40 kilometara (25 mi), a najveći domet od 135 kilometara (84 mi). Thiokol je razvio raketne motore Sergeant i iz njih izvedene stupnjeve rakete Castor u Redstone Arsenalu u blizini Huntsvillea, Alabama.

### Varijante
Raketni stupanj Castor, izvedenica Sergeant, korišten je kao drugi stupanj satelitskog lansera Scout. Skupovi raketa izvedenih iz Sergeant-a ("Baby Sergeant") korišteni su u drugom i trećem stupnju rakete Jupiter-C, kao i u drugom, trećem i četvrtom stupnju raketa-nosača Juno I i Juno II, od kojih je prvi lansirao prvi satelit Sjedinjenih Država, Explorer 1.

## Operatori
Zapadna Njemačka 
Sjedinjene Države 